# Jean-Christophe Pol
 (octobre 2018).
Si vous disposez d'ouvrages ou d'articles de référence ou si vous connaissez des sites web de qualité traitant du thème abordé ici, merci de compléter l'article en donnant les références utiles à sa vérifiabilité et en les liant à la section « Notes et références ».
Jean-Christophe Pol, pseudonyme de Jean-Christophe Morandeau, est un scénariste et un dessinateur de bande dessinée français né en 1967.

## Biographie
Il entame une carrière d'animateur dans les centres de loisirs. En 1990, il est engagé aux éditions Jibena où sont publiés ses dessins pour la première fois ; en parallèle, il continue son premier métier. 

## Œuvre
- Le Chant du corbeau, La Comédie Illustrée
  1. Corvus Memoria, 2004  (ISBN 2-911391-61-6)
- Demain…, scénario de Céka, Clair de Lune, collection In Extenso
  1. Demain, j'arrête !, 2007  (ISBN 978-2-353-25032-5)
  2. Demain, je maigris !, 2009  (ISBN 978-2-353-25118-6)
  3. Demain, je bricole !, 2009  (ISBN 978-2-353-25137-7)
- Du Rififi chez les clébards, La Boîte à bulles, 2006  (ISBN 2-84953-036-0)
- Dzapping jungle, Carabas, collection Les Petits Chats carrés, 2006  (ISBN 2-351-00199-0)
- J'aime les années, scénario de Éric Dérian "Turalo", Drugstore
  1. J'aime les années 70, 2010  (ISBN 978-2-7234-7413-9)
  2. J'aime les années 70 - Tome 2, 2010  (ISBN 978-2-7234-7415-3)
  3. J'aime les années 70 - Coucou, nous revoilou !, 2010  (ISBN 978-2-7234-7417-7)
- La Maison dans les blés, La Boîte à bulles, 2008  (ISBN 978-2-84953-066-5)
- Une Âme à l'amer, Carabas, collection Urban
  1. Akt.1, 2006  (ISBN 2-351-00073-0)
  2. Akt. 2, 2006  (ISBN 2-351-00195-8)
  3. Akt. 3, 2008  (ISBN 978-2-35100-281-0) (BNF 41351674)
- Le vrai Pouvoir des femmes, scénario de Benjamin Leduc, Clair de Lune
- Les secrétaires, 2008  (ISBN 978-2-353-25086-8)
- Noxolo, scenario de Jean-Christophe Morandeau

## Récompenses
- Prix Polar Meilleur Album BD One Shot 2006 pour Du rififi chez les clébards[réf. nécessaire]